# Världscupen i alpin skidåkning 1972/1973
Världscupen i alpin skidåkning 1972/1973 inleddes i Val d'Isère den 7 december 1972 och avslutades i Heavenly Valley den 24 mars 1973. Vinnare av totala världscupen blev Gustav Thöni och Annemarie Moser-Pröll.

## Tävlingskalender

### Herrar

#### Störtlopp
| Datum            | Ort                                   | Etta                           | Tvåa                                               | Trea                           |
| ---------------- | ------------------------------------- | ------------------------------ | -------------------------------------------------- | ------------------------------ |
| 10 december 1972 | Val d’Isère (Frankrike)               | Reinhard Tritscher (Österrike) | David Zwilling (Österrike)                         | Marcello Varallo (Italien)     |
| 15 december 1972 | Val Gardena (Italien)                 | Roland Collombin (Schweiz)     | Karl Cordin (Österrike)                            | David Zwilling (Österrike)     |
| 6 januari 1973   | Garmisch-Partenkirchen (Västtyskland) | Roland Collombin (Schweiz)     | Marcello Varallo (Italien) Philippe Roux (Schweiz) |                                |
| 7 januari 1973   | Garmisch-Partenkirchen (Västtyskland) | Roland Collombin (Schweiz)     | Marcello Varallo (Italien)                         | Bernhard Russi (Schweiz)       |
| 13 januari 1973  | Grindelwald (Schweiz)                 | Bernhard Russi (Schweiz)       | Roland Collombin (Schweiz)                         | Reinhard Tritscher (Österrike) |
| 27 januari 1973  | Kitzbühel (Österrike)                 | Roland Collombin (Schweiz)     | Bernhard Russi (Schweiz)                           | Bob Cochran (USA)              |
| 3 februari 1973  | Sankt Anton am Arlberg (Österrike)    | Bernhard Russi (Schweiz)       | Franz Klammer (Österrike)                          | Philippe Roux (Schweiz)        |
| 11 februari 1973 | Sankt Moritz (Schweiz)                | Werner Grissmann (Österrike)   | Josef Walcher (Österrike)                          | Franz Klammer (Österrike)      |

#### Storslalom
| Datum            | Ort                            | Etta                        | Tvåa                        | Trea                         |
| ---------------- | ------------------------------ | --------------------------- | --------------------------- | ---------------------------- |
| 8 december 1972  | Val d’Isère (Frankrike)        | Piero Gros (Italien)        | Erik Håker (Norge)          | Helmuth Schmalzl (Italien)   |
| 19 december 1972 | Madonna di Campiglio (Italien) | David Zwilling (Österrike)  | Adolf Rösti (Schweiz)       | Helmuth Schmalzl (Italien)   |
| 15 januari 1973  | Adelboden (Schweiz)            | Gustav Thöni (Italien)      | Hans Hinterseer (Österrike) | Erik Håker (Norge)           |
| 19 januari 1973  | Megève (Frankrike)             | Henri Duvillard (Frankrike) | Hans Hinterseer (Österrike) | Gustav Thöni (Italien)       |
| 2 mars 1973      | Mont Sainte-Anne (Kanada)      | Max Rieger (Västtyskland)   | Hans Hinterseer (Österrike) | Franz Klammer (Österrike)    |
| 8 mars 1973      | Anchorage (USA)                | Hans Hinterseer (Österrike) | Adolf Rösti (Schweiz)       | Josef Pechtl (Österrike)     |
| 12 mars 1973     | Naeba (JPN)                    | Erik Håker (Norge)          | Hans Hinterseer (Österrike) | Adolf Rösti (Schweiz)        |
| 24 mars 1973     | Heavenly Valley (USA)          | Bob Cochran (USA)           | Erwin Stricker (Italien)    | Jean-Noël Augert (Frankrike) |

#### Slalom
| Datum            | Ort                                | Etta                                | Tvåa                                | Trea                                |
| ---------------- | ---------------------------------- | ----------------------------------- | ----------------------------------- | ----------------------------------- |
| 17 december 1972 | Madonna di Campiglio (Italien)     | Piero Gros (Italien)                | Gustav Thöni (Italien)              | Christian Neureuther (Västtyskland) |
| 14 januari 1973  | Wengen (Schweiz)                   | Christian Neureuther (Västtyskland) | Walter Tresch (Schweiz)             | Claude Perrot (Frankrike)           |
| 21 januari 1973  | Megève (Frankrike)                 | Christian Neureuther (Västtyskland) | Gustav Thöni (Italien)              | Walter Tresch (Schweiz)             |
| 28 januari 1973  | Kitzbühel (Österrike)              | Jean-Noël Augert (Frankrike)        | Gustav Thöni (Italien)              | Andrzej Bachleda (Polen)            |
| 4 februari 1973  | Sankt Anton am Arlberg (Österrike) | Gustav Thöni (Italien)              | Christian Neureuther (Västtyskland) | Henri Duvillard (Frankrike)         |
| 4 mars 1973      | Mont Sainte-Anne (Kanada)          | Gustav Thöni (Italien)              | Ilario Pegorari (Italien)           | Christian Neureuther (Västtyskland) |
| 15 mars 1973     | Naeba (JPN)                        | Jean-Noël Augert (Frankrike)        | Christian Neureuther (Västtyskland) | Ilario Pegorari (Italien)           |
| 23 mars 1973     | Heavenly Valley (USA)              | Jean-Noël Augert (Frankrike)        | Bob Cochran (USA)                   | Tino Pietrogiovanna (Italien)       |

### Damer

#### Störtlopp
| Datum            | Ort                              | Etta                        | Tvåa                           | Trea                           |
| ---------------- | -------------------------------- | --------------------------- | ------------------------------ | ------------------------------ |
| 7 december 1972  | Val d’Isère (Frankrike)          | Annemarie Pröll (Österrike) | Jacqueline Rouvier (Frankrike) | Irmgard Lukasser (Österrike)   |
| 19 december 1972 | Saalbach-Hinterglemm (Österrike) | Annemarie Pröll (Österrike) | Jacqueline Rouvier (Frankrike) | Brigitte Totschnig (Österrike) |
| 9 januari 1973   | Pfronten (Västtyskland)          | Annemarie Pröll (Österrike) | Monika Kaserer (Österrike)     | Irmgard Lukasser (Österrike)   |
| 10 januari 1973  | Pfronten (Västtyskland)          | Annemarie Pröll (Österrike) | Irmgard Lukasser (Österrike)   | Ingrid Gfölner (Österrike)     |
| 16 januari 1973  | Grindelwald (Schweiz)            | Annemarie Pröll (Österrike) | Wiltrud Drexel (Österrike)     | Brigitte Totschnig (Österrike) |
| 25 januari 1973  | Chamonix (Frankrike)             | Annemarie Pröll (Österrike) | Wiltrud Drexel (Österrike)     | Jacqueline Rouvier (Frankrike) |
| 1 februari 1973  | Schruns (Österrike)              | Annemarie Pröll (Österrike) | Wiltrud Drexel (Österrike)     | Ingrid Gfölner (Österrike)     |
| 10 februari 1973 | Sankt Moritz (Schweiz)           | Annemarie Pröll (Österrike) | Ingrid Gfölner (Österrike)     | Wiltrud Drexel (Österrike)     |

#### Storslalom
| Datum            | Ort                                 | Etta                            | Tvåa                            | Trea                           |
| ---------------- | ----------------------------------- | ------------------------------- | ------------------------------- | ------------------------------ |
| 20 december 1972 | Saalbach-Hinterglemm (Österrike)    | Annemarie Pröll (Österrike)     | Monika Kaserer (Österrike)      | Hanni Wenzel (Liechtenstein)   |
| 20 januari 1973  | Saint-Gervais-les-Bains (Frankrike) | Annemarie Pröll (Österrike)     | Monika Kaserer (Österrike)      | Jacqueline Rouvier (Frankrike) |
| 21 januari 1973  | Les Contamines (Frankrike)          | Monika Kaserer (Österrike)      | Traudl Treichl (Västtyskland)   | Marilyn Cochran (USA)          |
| 11 februari 1973 | Abetone (Italien)                   | Monika Kaserer (Österrike)      | Traudl Treichl (Västtyskland)   | Sandra Poulsen (USA)           |
| 2 mars 1973      | Mont Sainte-Anne (Kanada)           | Annemarie Pröll (Österrike)     | Bernadette Zurbriggen (Schweiz) | Marie-Theres Nadig (Schweiz)   |
| 7 mars 1973      | Anchorage (USA)                     | Bernadette Zurbriggen (Schweiz) | Monika Kaserer (Österrike)      | Kathy Kreiner (Kanada)         |
| 15 mars 1973     | Naeba (JPN)                         | Marilyn Cochran (USA)           | Claudia Giordani (Österrike)    | Annemarie Pröll (Österrike)    |
| 23 mars 1973     | Heavenly Valley (USA)               | Patricia Emonet (Frankrike)     | Monika Kaserer (Österrike)      | Christine Rolland (Frankrike)  |

#### Slalom
| Datum           | Ort                       | Etta                            | Tvåa                            | Trea                               |
| --------------- | ------------------------- | ------------------------------- | ------------------------------- | ---------------------------------- |
| 9 december 1972 | Val d’Isère (Frankrike)   | Pamela Behr (Västtyskland)      | Odile Chalvin (Frankrike)       | Patricia Emonet (Frankrike)        |
| 2 januari 1973  | Maribor (Jugoslavien)     | Patricia Emonet (Frankrike)     | Pamela Behr (Västtyskland)      | Rosi Mittermaier (Västtyskland)    |
| 17 januari 1973 | Grindelwald (Schweiz)     | Monika Kaserer (Österrike)      | Rosi Mittermaier (Västtyskland) | Judy Crawford (Kanada)             |
| 26 januari 1973 | Chamonix (Frankrike)      | Marilyn Cochran (USA)           | Rosi Mittermaier (Västtyskland) | Monika Kaserer (Österrike)         |
| 2 februari 1973 | Schruns (Österrike)       | Rosi Mittermaier (Västtyskland) | Patricia Emonet (Frankrike)     | Conchita Puig (Spanien)            |
| 3 mars 1973     | Mont Sainte-Anne (Kanada) | Patricia Emonet (Frankrike)     | Danièle Debernard (Frankrike)   | Britt Lafforgue (Frankrike)        |
| 13 mars 1973    | Naeba (JPN)               | Danièle Debernard (Frankrike)   | Liechtenstein (Liechtenstein)   | Barbara Ann Cochran (USA)          |
| 22 mars 1973    | Heavenly Valley (USA)     | Patricia Emonet (Frankrike)     | Fabienne Serrat (Frankrike)     | Christa Zechmeister (Västtyskland) |

## Slutplacering damer
| Placering | Namn               | Land          | Total Poäng |
| --------- | ------------------ | ------------- | ----------- |
| 1         | Annemarie Pröll    | Österrike     | 297         |
| 2         | Monika Kaserer     | Österrike     | 223         |
| 3         | Patricia Emonet    | Frankrike     | 163         |
| 4         | Rosi Mittermaier   | Västtyskland  | 131         |
| 5         | Hanni Wenzel       | Liechtenstein | 112         |
| 6         | Wiltrud Drexel     | Österrike     | 106         |
| 7         | Jacqueline Rouvier | Frankrike     | 103         |
| 8         | Marilyn Cochran    | USA           | 84          |
| 9         | Ingrid Gfölner     | Österrike     | 83          |
| 10        | Irmgard Lukasser   | Österrike     | 65          |

## Slutplacering herrar
| Placering | Namn                 | Land         | Total Poäng |
| --------- | -------------------- | ------------ | ----------- |
| 1         | Gustav Thöni         | Italien      | 166         |
| 2         | David Zwilling       | Österrike    | 151         |
| 3         | Roland Collombin     | Schweiz      | 131         |
| 4         | Christian Neureuther | Västtyskland | 120         |
|           | Hansi Hinterseer     | Österrike    | 120         |
| 6         | Bernhard Russi       | Schweiz      | 106         |
| 7         | Jean-Noël Augert     | Frankrike    | 104         |
| 8         | Franz Klammer        | Österrike    | 93          |
|           | Bob Cochran          | USA          | 93          |
| 10        | Piero Gros           | Italien      | 91          |